# Patagonotothen kreffti
Patagonotothen kreffti is een  straalvinnige vissensoort uit de familie van ijskabeljauwen (Nototheniidae). De wetenschappelijke naam van de soort is voor het eerst geldig gepubliceerd in 1993 door Balushkin & Stehmann.
De soort staat op de Rode Lijst van de IUCN als Onzeker, beoordelingsjaar 2009.